# Suka Damai (Lawe Sigala-Gala)
Suka Damai is een bestuurslaag in het regentschap Aceh Tenggara van de provincie Atjeh, Indonesië. Suka Damai telt 298 inwoners (volkstelling 2010).